# Tyske telefonforvalg
Hvis man ringer til Tyskland fra et andet land, så starter man med +49.
Det tyske fastnettelefonnummer er, hvis man tager det internationale forvalg med, bygget op således.

+49 + områdeforvalg + telefonnummer
Det er ikke altid man skal bruge det første 0 i områdekoden.